# Priepasné
Priepasné é um município da Eslováquia, situado no distrito de Myjava, na região de Trenčín. Tem 13,71 km² de área e sua população em 2018 foi estimada em 377 habitantes.

## Demografia
| Ano:        | 1994 | 2004    | 2014   | 2024   |
| ----------- | ---- | ------- | ------ | ------ |
| Broj ljudi: | 426  | 345     | 373    | 350    |
| Razlika:    |      | -19,01% | +8,11% | -6,16% |

| Ano:               | 2023 | 2024   |
| ------------------ | ---- | ------ |
| Número de pessoas: | 354  | 350    |
| Diferença:         |      | -1,12% |